# Rüsselsheim am Main
Rüsselsheim am Main (do 29 lipca 2015 Rüsselsheim) – miasto w Niemczech, w kraju związkowym Hesja, w rejencji Darmstadt, w powiecie Groß-Gerau.
Rüsselsheim am Main to miasto o szczególnym statusie (Sonderstatusstadt), oznaczającym, że przejęło niektóre zadania powiatu. Siedziba firmy motoryzacyjnej Opel. W mieście znajduje się stacja kolejowa Rüsselsheim.

## Współpraca
Miejscowości partnerskie:
- Francja: Évreux
- Węgry: Kecskemét
- Wielka Brytania: Rugby
- Finlandia: Varkaus